# Lluís Eek Vancells
Lluís Eek Vancells (Barcelona, 28 d'agost de 1932 - Barcelona, 17 d'octubre de 2017) va ser un químic català, professor universitari i investigador especialitzat en cromatografia.
Es llicencià en Ciències Químiques a la Universitat de Barcelona (1955) on es doctorà el 1967. Fou professor a la Universitat de Barcelona i a la Universitat Politècnica de Catalunya. Introduí la cromatografia a la Universitat de Barcelona, on instal·là el primer cromatrògraf de gasos, que fou el segon de Barcelona i el tercer de l'Estat espanyol. A l'ETSEIB fou director del “Centre del Medi Ambient”, una entitat de la Conselleria d'Indústria de la Generalitat de Catalunya en matèria de medi ambient. La recerca de Lluís Eek es pot agrupar en tres línies fonamentals: química en solució, cromatografia i Química verda.
Compaginà la docència amb el treball a Derivados Forestales Grup XXI, S.L. (GDF), empresa liderada per l'empresari català Pere Mir i Puig. Com a director del Centre de Recerca i Innovació del grup, fou responsable del desenvolupament dels processos utilitzats en les diverses factories de l'empresa, on desenvolupà nombroses patents. L'any 2008 la Sociedad Española de Cromatografía y Técnicas Afines li concedí la medalla de l'entitat en reconeixement de la seva tasca de promoció i impulsió de la utilització de la cromatografia.

## Publicacions
- Lluís EEK / Mercè CARTAÑÀ (2005): Conversa sobre la ciència», Col·legi Oficial de Químics de Catalunya, Barcelona. ISBN 84-931970-4-1 (2005)